# Barbie (film)
Barbie – amerykańsko-brytyjska komedia fantasy z 2023 roku w reżyserii Grety Gerwig. Opowiada ona o tytułowej lalce Barbie i Kenie, w których role wcielili się odpowiednio Margot Robbie i Ryan Gosling. 

## Fabuła
W bajkowej krainie Barbieland życie upływa bez trosk. Zamieszkujące ją lalki Barbie to pewne siebie, odnoszące sukces kobiety. Z kolei towarzyszącym im Kenom czas upływa głównie na plażowaniu. Są oni postrzegani jedynie jako dodatek do Barbie. 
Pewnego dnia główna bohaterka, Barbie (określana jako stereotypowa) zaczyna przeżywać kryzys egzystencjalny. Jej dolegliwości okazują się być spowodowane problemami życiowymi jej posiadaczki w realnym świecie. Barbie decyduje się ratować sytuację i wraz z Kenem udaje się w podróż do realnego świata.

## Obsada
- Margot Robbie jako Barbie,
- Ryan Gosling jako Ken,
- America Ferrera jako Gloria, pracownica firmy Mattel,
- Ariana Greenblatt jako Sasha, córka Glorii
- Rhea Perlman jako Ruth Handler, twórczyni lalki Barbie,
- Will Ferrell jako prezes firmy Mattel,
- Connor Swindells jako Aaron Dinkins, pracownik firmy Mattel,
- Michael Cera jako Alan,
- warianty lalki Barbie:
  - Kate McKinnon,
  - Issa Rae,
  - Hari Nef,
  - Alexandra Shipp,
  - Emma Mackey,
  - Sharon Rooney,
  - Dua Lipa,
  - Nicola Coughlan,
  - Ana Cruz Kayne,
  - Ritu Arya,
- warianty lalki Ken:
  - Kingsley Ben-Adir,
  - Simu Liu,
  - Scott Evans,
  - Ncuti Gatwa,
  - John Cena,
- Helen Mirren jako narratorka.

## Odbiór

### Box office
Film odniósł sukces komercyjny, zarabiając na całym świecie ponad 1,433 miliarda dolarów do końca września 2023 przy budżecie szacowanym na 128-145 milionów, w wyniku czego Barbie uplasowała się na 14. miejscu najbardziej dochodowych filmów wszech czasów, a także stała się najbardziej kasowym filmem wytwórni Warner Bros.

### Krytyka w mediach
Film został pozytywnie oceniony przez krytyków. W serwisie Rotten Tomatoes 88% z 460 recenzji zostało uznanych za pozytywne, a średnia z ich ocen wyniosła 7.9/10. Na portalu Metacritic Barbie zebrała „ogólnie przychylne recenzje” z wynikiem 80/100 spośród 67 recenzji.

### Barbenheimer
Premiera filmu miała miejsce tego samego dnia, co Oppenheimer – amerykańsko-brytyjski film biograficzny w reżyserii Christophera Nolana. Kontrast między dwiema produkcjami o radykalnie różnej tematyce wywołał zainteresowanie widzów, z których wielu wyraziło chęć obejrzenia obu filmów. Zbieżność dat premier stała się źródłem memów internetowych. Zjawisko to zaczęto określać przez zbitkę Barbenheimer.

### Linia dziewięciu kresek
W lipcu 2023 r. rząd Wietnamu ogłosił, że film nie będzie wyświetlany w tym kraju. Decyzję podjęto w związku z obecnością w Barbie sceny, w której znajduje się rysunek przedstawiający mapę świata. Na mapie dopatrzono się tzw. linii dziewięciu kresek – wyznaczającej zakres chińskich roszczeń terytorialnych na terenie Morza Południowochińskiego. Roszczenia te są stanowczo odrzucane przez Wietnam i inne okoliczne państwa.

### Nagrody i nominacje
| Nagroda                           | Kategoria                                          | Odbiorca                                                               | Wynik     | Źródło        |
| --------------------------------- | -------------------------------------------------- | ---------------------------------------------------------------------- | --------- | ------------- |
| Nagroda Akademii Filmowej (Oscar) | Najlepszy film                                     | David Heyman, Margot Robbie, Tom Ackerley, Robbie Brenner              | Nominacja | [ 12 ] [ 13 ] |
| Nagroda Akademii Filmowej (Oscar) | Najlepszy aktor drugoplanowy                       | Ryan Gosling                                                           | Nominacja | [ 12 ] [ 13 ] |
| Nagroda Akademii Filmowej (Oscar) | Najlepsza aktorka drugoplanowa                     | America Ferrera                                                        | Nominacja | [ 12 ] [ 13 ] |
| Nagroda Akademii Filmowej (Oscar) | Najlepszy scenariusz adaptowany                    | Greta Gerwig, Noah Baumbach                                            | Nominacja | [ 12 ] [ 13 ] |
| Nagroda Akademii Filmowej (Oscar) | Najlepsze kostiumy                                 | Jacqueline Durran                                                      | Nominacja | [ 12 ] [ 13 ] |
| Nagroda Akademii Filmowej (Oscar) | Najlepsza scenografia                              | Sarah Greenwood, Katie Spencer                                         | Nominacja | [ 12 ] [ 13 ] |
| Nagroda Akademii Filmowej (Oscar) | Najlepsza piosenka                                 | What Was I Made For? (Billie Eilish i Finneas O’Connell)               | Wygrana   | [ 12 ] [ 13 ] |
| Nagroda Akademii Filmowej (Oscar) | Najlepsza piosenka                                 | I’m Just Ken (Mark Ronson i Andrew Wyatt)                              | Nominacja | [ 12 ] [ 13 ] |
| Złoty Glob                        | Najlepszy film komediowy lub musical               | Barbie                                                                 | Nominacja | [ 14 ] [ 15 ] |
| Złoty Glob                        | Najlepszy reżyser                                  | Greta Gerwig                                                           | Nominacja | [ 14 ] [ 15 ] |
| Złoty Glob                        | Najlepszy scenariusz                               | Greta Gerwig, Noah Baumbach                                            | Nominacja | [ 14 ] [ 15 ] |
| Złoty Glob                        | Najlepsza aktorka w filmie komediowym lub musicalu | Margot Robbie                                                          | Nominacja | [ 14 ] [ 15 ] |
| Złoty Glob                        | Najlepszy aktor drugoplanowy                       | Ryan Gosling                                                           | Nominacja | [ 14 ] [ 15 ] |
| Złoty Glob                        | Najlepsza piosenka                                 | What Was I Made For? (Billie Eilish i Finneas O’Connell)               | Wygrana   | [ 14 ] [ 15 ] |
| Złoty Glob                        | Najlepsza piosenka                                 | Dance the Night (Caroline Ailin, Dua Lipa, Mark Ronson i Andrew Wyatt) | Nominacja | [ 14 ] [ 15 ] |
| Złoty Glob                        | Najlepsza piosenka                                 | I’m Just Ken (Mark Ronson i Andrew Wyatt)                              | Nominacja | [ 14 ] [ 15 ] |
| Złoty Glob                        | Najlepsze osiągnięcie filmowe i kasowe             | Barbie                                                                 | Wygrana   | [ 14 ] [ 15 ] |